# Thượng Ngu
Thượng Ngu (chữ Hán phồn thể: 上虞区, chữ Hán giản thể: 上虞区, âm Hán Việt: Thượng Ngu khu) là một quận thuộc địa cấp thị Thiệu Hưng, tỉnh Chiết Giang, Cộng hòa Nhân dân Trung Hoa. Quận Thượng Ngu có diện tích 1.427,5 ki-lô-mét vuông, dân số 778.000 người. Về mặt hành chính, quận này được chia thành 3 nhai đạo, 15 trấn, 3 hương.
- Nhai đạo biện sự xứ: Bách Quan, Tào Nga, Đông Quan.
- Trấn: Đạo Khư, Trường Đường, Thượng Phổ, Thang Phổ, Chương Trấn, Hạ Quản, Phong Huệ, Vĩnh Hòa, Lương Hồ, Dịch Đình, Tiểu Việt, Tạ Đường, Cái Bắc, Tung Hạ, Lịch Hải.
- Hương: Lĩnh Nam, Trần Khê, Đinh Trạch.